# Football Club Civics Windhoek
El Football Club Civics Windhoek és un club namibià de futbol de la ciutat de Windhoek.

## Història
El club va ser fundat l'any 1983 amb el nom de Bethlehem Boys. Més tard adoptà el nom de Mighty Civilians, abans d'adoptar el definitiu Civics. Des de l'any 2000 també és conegut com a Buschschule Civics.

## Palmarès
- Lliga namibiana de futbol:[2]
  - 2005, 2006, 2007

- Copa namibiana de futbol:[3]
  - 2003, 2008